# Pratt & Whitney F100
L'F100 è una famiglia di propulsori a turboventola con postbruciatore progettato dalla Pratt & Whitney ed utilizzato negli aerei da combattimento militari F-15 e F-16. Di grande successo, ne sono stati prodotti oltre 7.000 esemplari, di cui 5.000 in servizio, superando le 20 milioni di ore di volo e raggiungendo ottimi livelli di affidabilità.

## Sviluppo
La prima versione prodotta, chiamata F100-PW-100, venne progettata nel 1968 su commissione dell'aeronautica militare statunitense per il caccia F-15 Eagle e venne impiegata per la prima volta nel 1972. Rappresentò un balzo in avanti nella tecnologia dei propulsori a turboventola, ma presentò alcuni problemi iniziali. In particolare stalli e difficoltà nell'accensione del postbruciatore, che furono in seguito risolti.
Il successivo sviluppo, rappresentato dal modello F100-PW-200, presenta delle performance molto simili al modello 100. Equipaggia l'F-16 Fighting Falcon.
Il modello F100-PW-220 fu introdotto nel 1986 portò molti miglioramenti tra cui una maggiore affidabilità e minore manutenzione tramite nuove tecnologie metallurgiche.
Il modello F100-PW-229 fu introdotto nel 1992 per equipaggiare la variante F-15E detta Strike Eagle, una riconfigurazione dell'F-15 Eagle in modalità cacciabombardiere. Questa evoluzione trae vantaggio dalle tecnologie sviluppate per le famiglie di propulsori F119 usata nell'F-22 Raptor e F135 usata nell'F-35 Lightning II.

## Versioni

### F100-PW-100

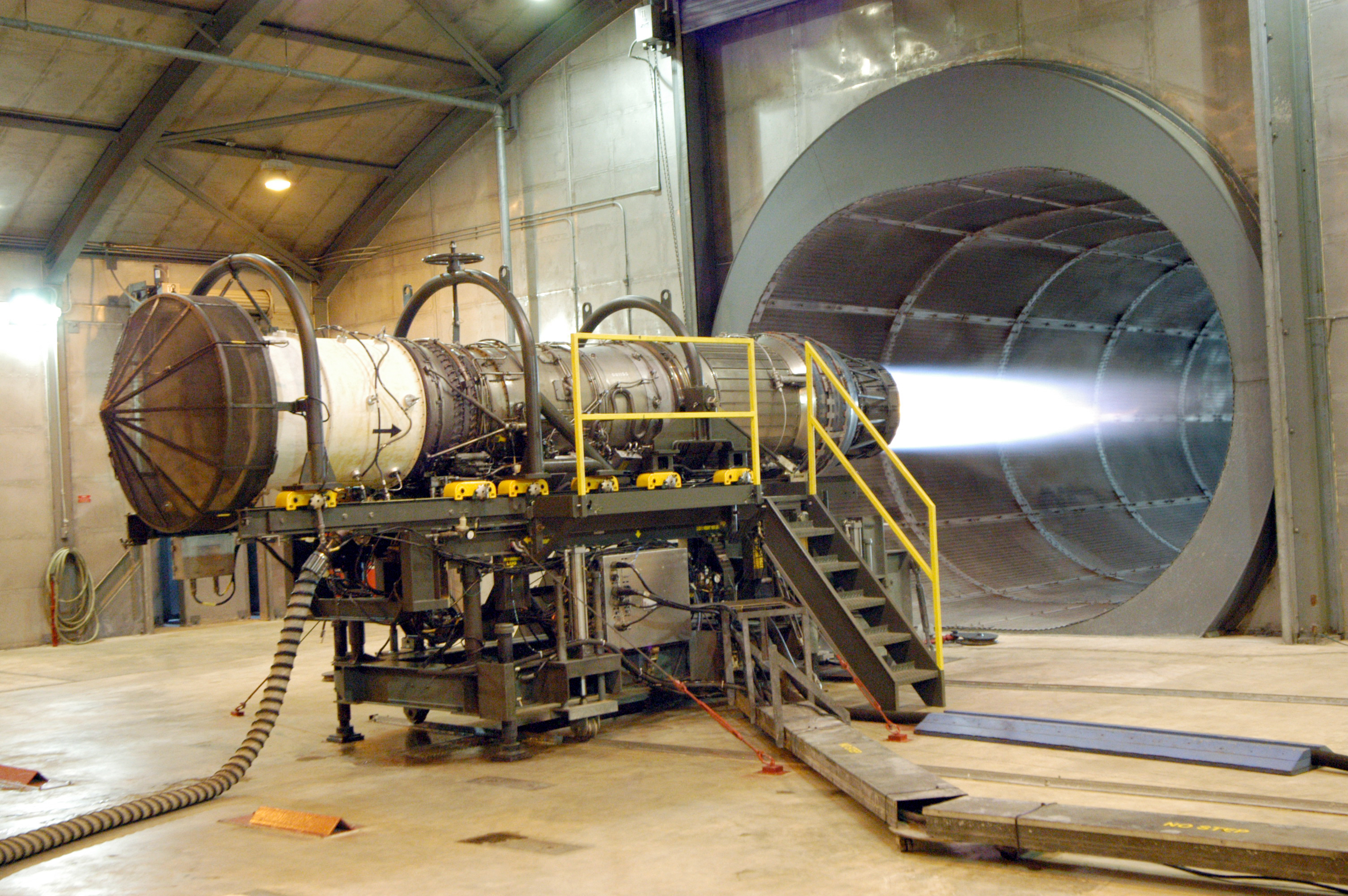
Prova al banco di un Pratt & Whitney F100

Usato sulle prime versioni dell'F-15 chiamate F-15 A e F-15 B.
Specifiche:
- Spinta: 65,26 kN - 106.0 kN (con postbruciatore)
- Peso: 1370 kg
- Lunghezza:
- Bypass: 0,72:1
- Rapporto compressione: 25:1

### F100-PW-200
Usato sulle versioni dell'F-15 chiamate F-15 C e F-15 D e sui modelli F-16 A e F-16 B.

### F100-PW-220
Usato sulle versioni dell'F-15 chiamate F-15 C e F-15 D e sui modello F-16 C e F-16 D prodotti dal 1984 fino al 1991.
Specifiche:
- Spinta: 65,26 kN - 105,7 kN (con postbruciatore)
- Peso: 1467 kg
- Lunghezza: 4,85 m
- Bypass: 0,6:1
- Rapporto compressione: 25:1

#### F100-PW-220E
Kit di aggiornamento per i modelli che possiedono la versione 100 e 200 per dotarli delle prestazioni fornite dalla versione 220.

### F100-PW-229
Usato nella variante F-15 E dell'F-15 e nelle ultime versioni dei modelli F-16 C e F-16 D. Nell'aprile del 2008 l'F100-PW-229 è stato scelto anche per alimentare la seconda serie di F-15K della Korea del Sud.
Specifiche:
- Spinta: 79,18 kN - 129,45 kN (con postbruciatore)
- Peso: 1621 kg
- Lunghezza: 4,85 m
- Bypass: 0,36:1
- Rapporto compressione: 32:1

### F100-PW-232
Attualmente l'ultima evoluzione della famiglia F100, presentata nel 2002. Rappresenta un potenziamento della versione 229 attraverso una ventola più grande e più efficiente.
Specifiche:
- Spinta: 96 kN - 144,5 kN (con postbruciatore)
- Peso: 1860 kg
- Lunghezza: 4,83 m
- Bypass: 0,34:1
- Rapporto compressione: 35:1